# Claire Orcel

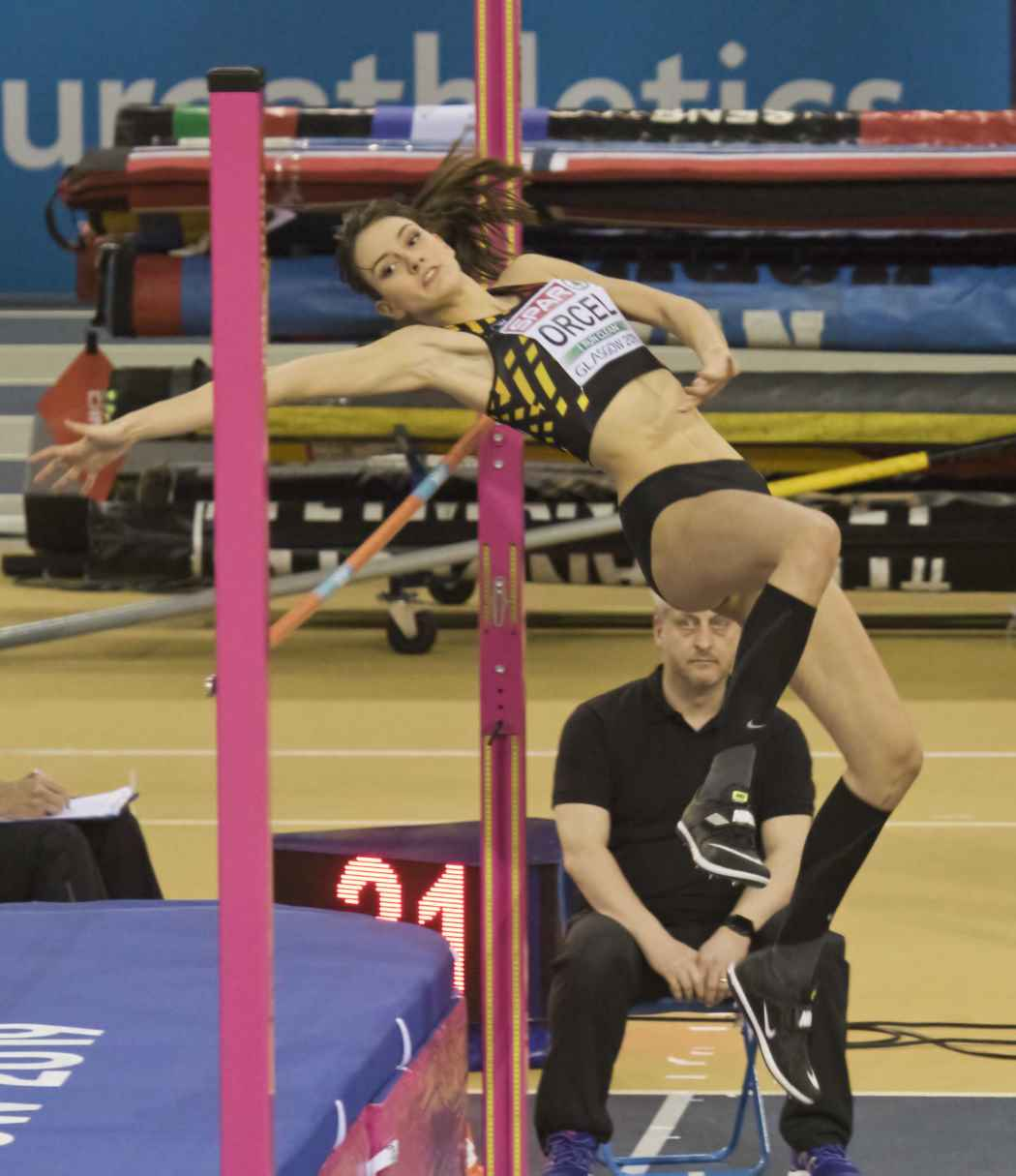
Claire Orcel (2019)

Claire Orcel (* 2. Dezember 1997 in Uccle/Ukkel) ist eine belgisch-französische Hochspringerin, die international für Belgien antritt.

## Sportliche Laufbahn
Ihren ersten internationalen Auftritt hatte Claire Orcel bei den Junioreneuropameisterschaften 2015 in Eskilstuna, bei denen sie mit übersprungenen 1,79 m den siebten Platz belegte. Im Jahr darauf erreichte sie bei den U20-Weltmeisterschaften in Bydgoszcz mit 1,79 m Rang 13 und 2017 gewann sie bei den Spielen der Frankophonie in Abidjan mit einer Höhe von 1,88 m die Silbermedaille hinter Lissa Labiche von den Seychellen. 2018 nahm sie erstmals an den Europameisterschaften in Berlin teil, schied dort aber mit 1,81 m in der Qualifikation aus, wie auch bei den Halleneuropameisterschaften in Glasgow im Jahr darauf mit 1,85 m. Anschließend wurde sie bei den U23-Europameisterschaften in Gävle mit übersprungenen 1,89 m Vierte und erreichte bei den Weltmeisterschaften in Doha das Finale, in dem sie mit 1,89 m auf Rang elf gelangte.
2014 und 2015 sowie 2018 und 2019 wurde Orcel belgische Meisterin im Freien sowie 2019 und 2020 auch in der Halle. Zudem wurde sie 2019 französische Meisterin.

## Persönliches
Die Tochter einer belgischen Handelsdelegierten und eines französischen Filmkomponisten begann 2017 ein Marketingstudium auf Master.

## Persönliche Bestleistungen
(Stand: 25. April 2021)
- Hochsprung: 1,94 m, 28. Juli 2019 in Saint-Étienne
  - Hochsprung (Halle): 1,91 m, 29. Februar 2020 in Liévin